# Lu Čeng-siang
Lu Čeng-siang, řeholním jménem Pierre-Célestin, O.S.B. (12. června 1871 Šanghaj – 15. ledna 1949 Bruggy) byl čínský římskokatolický duchovní, titulární opat od svatého Petra v Ghentu. Před svým vstupem do kláštera byl diplomatem a politikem.

## Život
Lu Čeng-siang se narodil do rodiny protestantského katechety Lou Jün Fenga. Matka zemřela, když mu byl jeden rok. Naučil se francouzsky a rusky, což mu umožnilo získat práci na čínské ambasádě v Petrohradu. Dne 12. února 1899 se oženil s Belgičankou Berthe-Françoise-Eugénie Bovy. Vlivem své ženy konvertoval ke katolictví. Pár zůstal bezdětný.
Dvakrát se stal premiérem Čínské republiky (1912 a 1915–1916), sloužil také jako ministr zahraničí v roce 1912. V roce 1922 se stal vyslancem Číny ve Švýcarsku. Po smrti své ženy se stáhl z politického života a v roce 1927 se stal postulantem benediktinského kláštera Sint-Andries v Bruggách a přijal řeholní jméno Pierre-Célestin. Přes velké obtíže vystudoval teologii a byl vysvěcen na kněze. Kromě kněžské činnosti se věnoval i spisovatelské kariéře. Papež Pius XII. jej v roce 1946 jmenoval titulárním opatem, přičemž obdržel opatskou benedikci. I když si přál se vrátit do Číny, kde chtěl provádět misionářskou činnost. Vleklé nemoci a založení Čínské lidové republiky mu jeho plánovanou cestu neumožnily. Zemřel 15. ledna 1949 v klášteře Saint-Andrew v Bruggách.

## Galerie

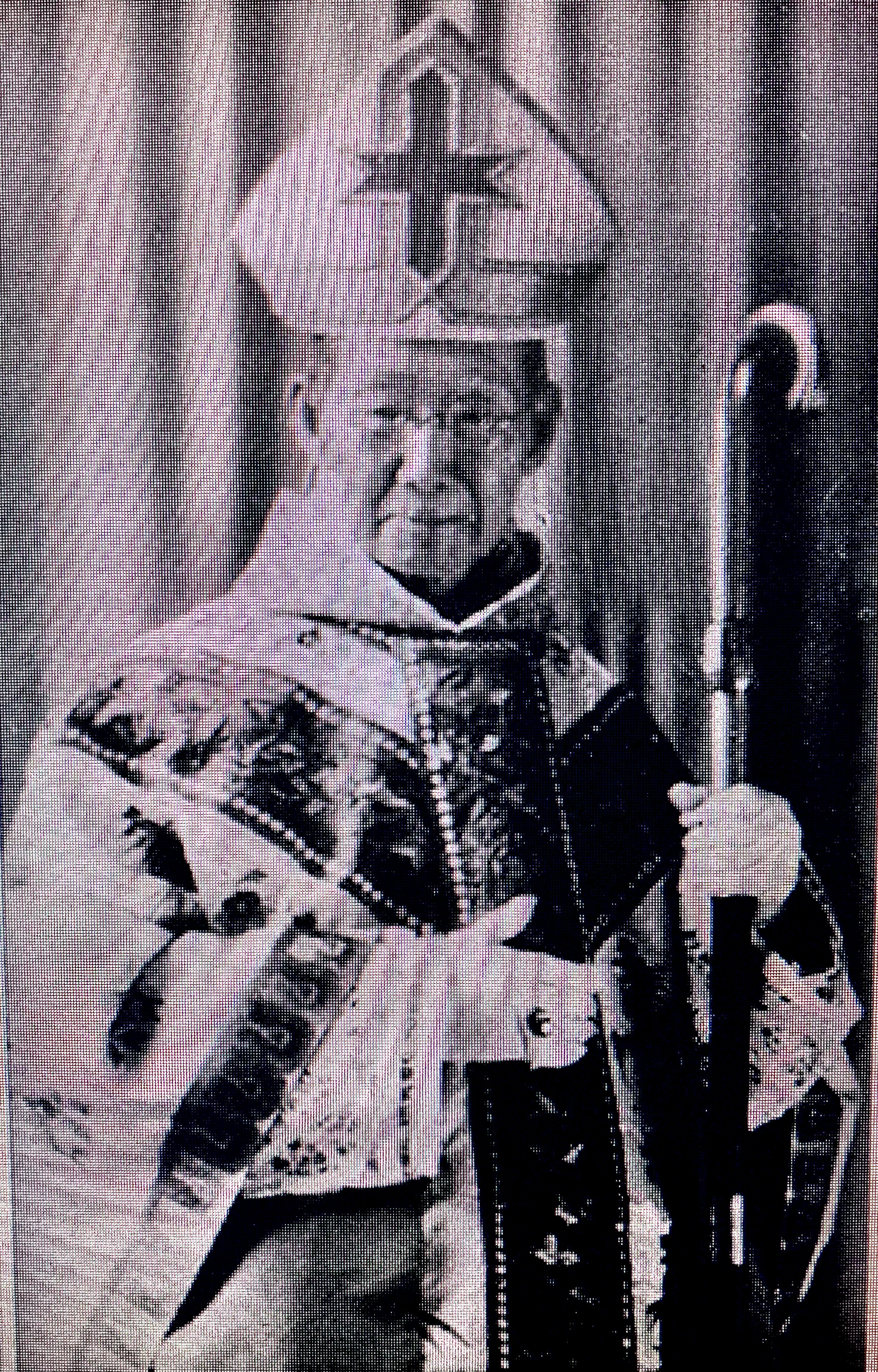
Lu Čeng-siang v roce 1946
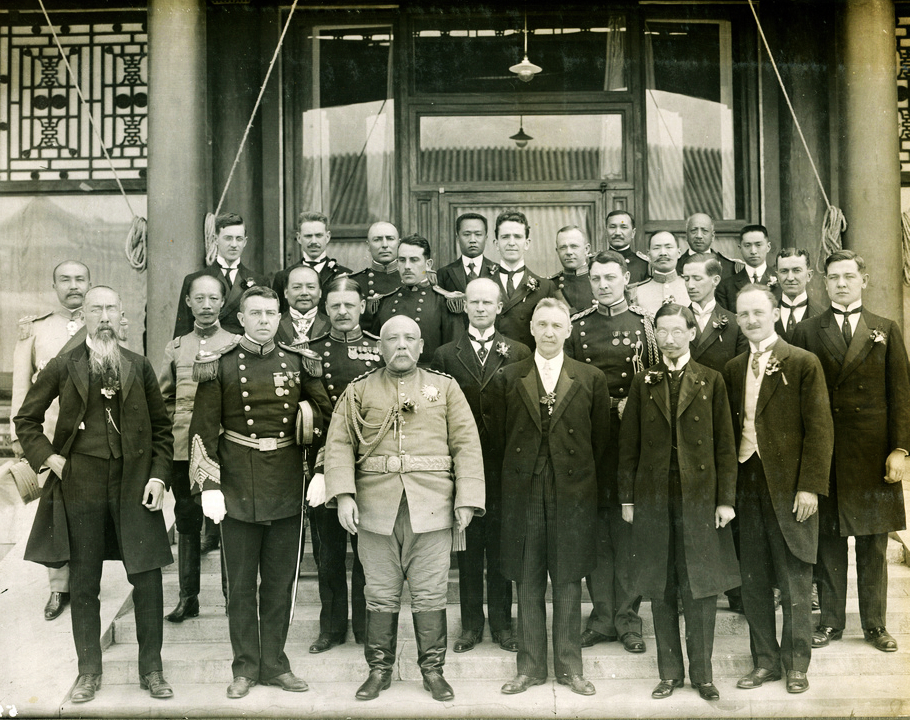
Poté, co byl Jüan Š’-kchaj 10. října 1913 oficiálně inaugurován jako prezident Čínské republiky, se vyslanci různých zemí v Číně nechali vyfotografovat. Lu Čeng-siang je v první řadě druhý zprava.
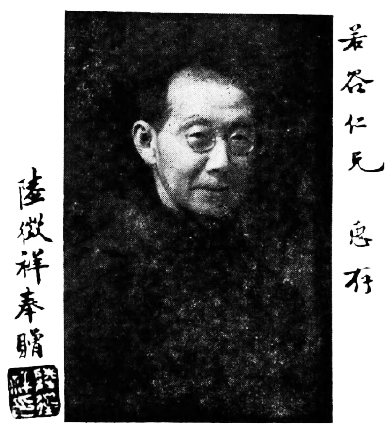
Dom Pierre-Célestin, O.S.B. v řeholním oděvu (před r. 1941)